# Fazer

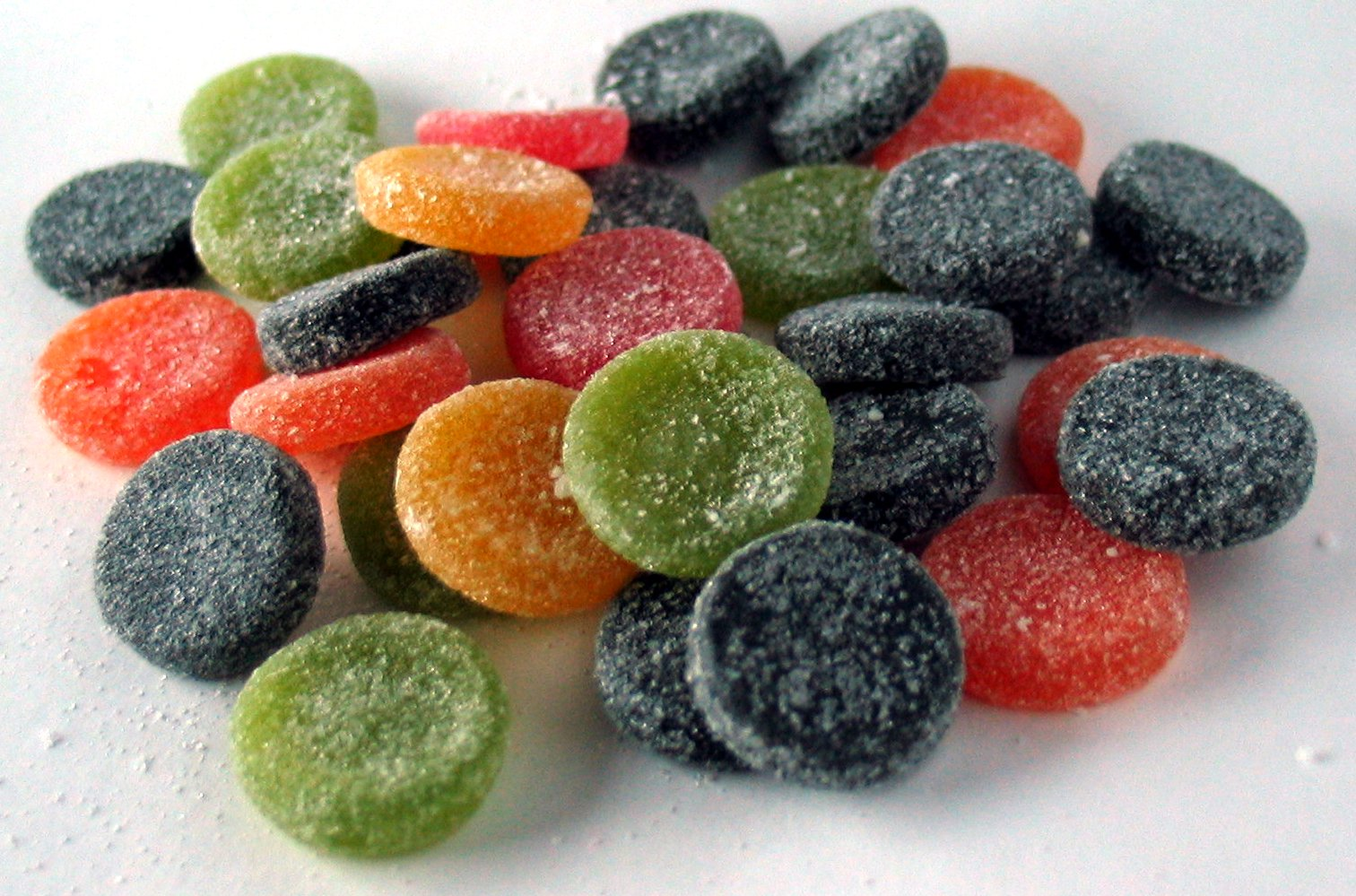
Конфеты Fazer Pantteri Mix

Oy Karl Fazer Ab (Fazer, Фацер) — финская частная компания, производитель продуктов питания. Основная продукция — хлебобулочные и кондитерские изделия, производственные предприятия расположены в странах Скандинавии, Балтии, Великобритании, также компании принадлежит сеть кафе Fazer Café. Штаб-квартира — в Хельсинки, президент — Кристоф Витцум (Christoph Vitzthum), владельцы — члены семьи Фацер.

## История
Основана в 1891 году финским предпринимателем швейцарского происхождения Карлом Фацером в Хельсинки как «французско-русская кондитерская».
С 1929 по 1995 годы компания изготавливала также печенья, а в 2012 году в связи с покупкой финского подразделения Kraft Foods, планирует возобновление этого вида деятельности в связи с чем под маркой Fazer будут выходить известные виды печенья: Jyväshyvä, Carneval и Hangon.

### Россия
В России во второй половине 1990-х годов компания приобрела петербургскую фирму «Хлебный дом», созданную на базе активов Хлебозавода Московского района, впоследствии купившую Муринский хлебозавод и Василеостровский хлебозавод. В начале 2000-х годов компания пыталась выйти на рынок Москвы: проектировала собственный хлебокомбинат в Домодедовском районе, после того как реализовать проект не удалось — велись переговоры о покупке комбината «Простор» в Выхино-Жулебино, однако в результате «Простор» достался фирме «Черёмушки» Сергея Щедрина. В 2005 году после длительных переговоров приобретён московский булочно-кондитерский комбинат «Звёздный», стоимость сделки оценена в пределах от $30 млн до $35 млн.
В апреле 2008 года все четыре российских предприятия интегрированы в единую структуру под наименованием «Хлебный дом» с общими подразделениями сбыта и маркетинга, продукция переведена на торговые марки «Хлебный дом», «Бурже» и «Fazer». В конце мая 2008 года у петербургского предпринимателя Александра Аладушкина приобретено 24,5 % акций булочно-кондитерского комбината «Нева»
Выручка Fazer в России в 2011 году составила €257,1 млн (в 2010 году — €232,4 млн), общая численность персонала — 3,7 тыс. человек. С 2012 года российская операционная структура, носившая до этого наименование «Хлебный дом», переименована в общество с ограниченной ответственностью «Фацер».
6 марта 2022 года объявила об уходе с российского рынка из-за вторжения на Украину, четыре хлебозавода с 2300 сотрудниками будут закрыты.
27 марта 2022 года Fazer запланировал сменить юридическое наименование компании на ООО «Хлебный дом», чтобы продолжить работу на территории России. 29 апреля 2022 года булочно-кондитерский холдинг «Коломенский» приобрел российское подразделение Fazer.

## Показатели деятельности
Общая численность персонала на конец 2011 года — 13 865 человек (годом ранее — 14 294 человек). Совокупный оборот в 2011 году — €1575,5 млн (в 2010 году — €1513,6 млн), операционная прибыль — €54,2 млн (€58,5 млн).